# Chromis caudalis
Chromis caudalis är en fiskart som beskrevs av Randall, 1988. Chromis caudalis ingår i släktet Chromis och familjen Pomacentridae. Inga underarter finns listade i Catalogue of Life.